# Namhansanseong
 (novembre 2024).
Si vous disposez d'ouvrages ou d'articles de référence ou si vous connaissez des sites web de qualité traitant du thème abordé ici, merci de compléter l'article en donnant les références utiles à sa vérifiabilité et en les liant à la section « Notes et références ».
Namhansanseong est un ancien fort devenu parc dans la province de Gyeonggi en Corée du Sud.
Situé dans une région montagneuse dominé par le Namhansan, à quelques dizaines de kilomètres de Séoul, le fort a servi de « capitale refuge » durant la période Joseon. Construite par des moines-soldats bouddhistes, elle abrite de nombreux temples et est un « symbole de la souveraineté coréenne ».
Namhansanseong a été inscrit sur la liste du patrimoine mondial de l'Unesco en juin 2014.

## Présentation de Namhansanseong
Située à 25 km au sud-est du centre de la capitale de la Corée, Séoul, la ville forteresse de la montagne de Namhansanseong se trouve à 480 m au-dessus du niveau de la mer en s’alignant sur les crêtes de la montagne afin de maximiser sa capacité défensive. La forteresse de 12 km de longueur protégeait une vaste zone utilisée comme capitale d’urgence lors de la dynastie Joseon de Corée (1392-1910). En se basant sur l’architecture des forteresses de l’Asie de l’Est, la forteresse incarne les échanges vastes entre quatre pays (la Corée à l’époque de Joseon, le Japon à l’époque Azuchi Momoyama, Ming (Chine) et Qing (Chine)), particulièrement du XVIe au XVIIIe siècle à l’occasion des guerres continuelles. Le développement technique des armes et de l’armement pendant cette période, qui a connu l’utilisation de la poudre à canon importée d’Europe et utilisée pendant les guerres, a ainsi influencé l’architecture et l’aménagement de la forteresse de manière importante. Namhansanseong dépeint la façon dont les différentes théories du mécanisme de défense de la Corée ont été mises en pratique en considérant la vie quotidienne des
citoyens et les objectifs de la défense nationale. De plus, Namhansanseong montre concrètement le rôle déterminant joué par le bouddhisme pour la protection
de l’État, et la forteresse est devenue le symbole de la souveraineté de la Corée.

## L'inscription sur la liste de l'UNESCO
Namhansanseong satisfait deux des dix critères de sélection requis pour intégrer le patrimoine mondial de l’UNESCO (critères 2 et 4) : (ii) Namhansanseong est un excellent exemple incarnant les échanges concernant les progress technologiques dans le domaine de la construction de l’armement et des forteresses en Asie de l’Est,
dans le contexte de guerres internationales. Namhansanseong est une ville entourée par une forteresse dont le but était de fonctionner comme une capitale d’urgence afin de protéger la souveraineté et l’indépendance de Joseon. 
(iv) Les murs et les installations utilisant le relief accidenté incarnent le développement technologique de l’architecture des forteresses qui était réalisé en Corée du VIIe au XIXe siècle. Autour de ces valeurs, la Province de Gyeonggi et la Fondation culturelle de Gyeonggi réalisent des projets et des recherches variés afin d’ajouter Namhansanseong à la Liste du patrimoine mondial de l’UNESCO. Par conséquent, en février 2011, l’Administration du patrimoine culturel de Corée a choisi, parmi les biens inclus sur la Liste préliminaire coréenne, Namhansanseong comme site prioritaire à encourager pour rejoindre le patrimoine mondial de l’UNESCO. Le dossier d’inscription de Namhansanseong sur la Liste du patrimoine mondial a été remis en janvier 2013, et après évaluation, Namhansanseong est inscripté sur la Liste du patrimoine mondial de l’UNESCO en 2014.

## Le haenggung (palais d’urgence)
Un haenggung est un lieu où le roi restait temporairement lorsqu’il quittait son palais pour se rendre à l’extérieur de la capitale. À Namhansanseong, ce type de palais a été construit en 1626 afin qu’il puisse servir de refuge en cas d’urgence (ex. guerre ou guerre civile), remplaçant ainsi le palais à Hanyang, l’ancienne capitale de la Corée, jusqu’à l’arrivée des forces de soutien. En fait, lorsque les Qing a envahi la Corée pendant la deuxième année du roi Injo (1636), le roi s’est réfugié à Namhansanseong pour combattre pendant 47 jours. Plus tard, d’autres rois tels que Sukjong, Yeongjo, Jeongjo, Cheoljong et Gojong ont utilisé ce palais sur leur chemin au cours de leurs visites des tombes des ancêtres situées à Yeoju et à Icheon. En Corée, le haenggung situé à Namhansanseong est le seul haenggung qui ait en même temps un sanctuaire des ancêtres royaux et un autel pour les dieux de la terre
et des semences, ce qui signifie qu’en situation d’état d’urgence, le palais a joué un rôle crucial en tant que capitale temporaire.

## Légendes liées à Namhansanseong
Pierre tombale de SEO Heun-nam
Pendant l’invasion de la Corée par la Chine en 1636, le roi Injo se rendait à Namhansanseong. La plupart de ses sujets se sont enfuis, à l’exception de quelques-uns. À tour de rôle, ces derniers ont mis le roi sur leur dos pour gravir la montagne. C’était l'hiver, il faisait froid, la fatigue s’était emparée de chacun. À ce moment-là, un bûcheron est apparu, et il a mis le roi sur son dos pour l’aider à atteindre Namhansanseong et à s’y réfugier. Un peu plus tard, le roi Injo a convoqué le bûcheron appelé SEO Heun-nam. Il lui a demandé quel était son vœu. SEO a répondu qu’il désirait le vêtement impérial porté par le roi, et ce dernier le lui a donné en cadeau. SEO a activement continué à servir son pays, guettant l’ennemi pendant les guerres. Après sa mort, il a été enterré avec le vêtement impérial qu’il avait reçu du roi, et tous ceux qui y passaient faisaient une révérence.

Panorama sur Séoul depuis Namhansanseong.

## Sanctuaire Cheongryangdang et roc du faucon
Lors de la construction de Namhansanseong, le général YI Hoe a pris en charge le sud-est de la forteresse, et le moine Byeokam, son nord-ouest. Le terrain au nord de la forteresse était relativement plat. Par conséquent, les travaux ont été achevés avant le délai, tandis que la construction dans le sud plus escarpé a pris plus longtemps que prévu. Voyant que ses travaux n’étaient pas finis, le roi a décidé de condamner à mort le général YI. Avant de mourir, YI a dit qu’il avait fait de son mieux, et que si, après sa mort, un faucon s’envolait, cela signifierait qu’il était innocent. Tout aussi incroyable que cela puisse paraître, un faucon est apparu dans le ciel. L’oiseau a plane en faisant des cercles au-dessus du corps de YI Hoe, s’est perché sur le rocher, puis s’est envolé. Le roi a donc vérifié de nouveau la partie de la forteresse dont YI s’est occupé, et il a trouvé que la construction était robuste. Afin d’honorer la mémoire du général YI Hoe, condamné à mort malgré son innocence, le roi a fait bâtir le sanctuaire Cheongryangdang pour y observer un culte.

## Le Roi Onjo et le sanctuaire Sungryeoljeon
Une nuit, alors que le roi Injo était endormi, un vieil homme est apparu dans un rêve pour le prévenir de prendre garde car les ennemis approchaient. Le roi a demandé à ses sujets de sortir immédiatement. Ils voyaient les ennemis détruire la muraille de la forteresse. Il s’est révélé que le vieil homme était le roi Onjo, fondateur du royaume de Baekje. Ayant évité un péril majeur grâce au roi Onjo, le roi Injo a fait bâtir le sanctuaire Sungryeoljeon pour remercier ce dernier. Plus tard, le roi Onjo est de nouveau apparu devant le roi Injo dans un rêve, pour lui demander de lui envoyer un de ses sujets, car il demeurait seul dans le sanctuaire. Le lendemain matin, le roi Injo était informé de la mort subite de YI Seo, le général chargé de la construction de Namhansanseong. Le roi Injo a compris que le roi Onjo avait emmené YI. C’est dans ce contexte que le roi Onjo et le général YI Seo sont depuis honorés dans le sanctuaire Sungryeoljeon, et qu’un culte y est tenu une fois par an.

## Le Sanctuaire Hyeonjeolsa
Ce sanctuaire a été bâti pour honorer la mémoire de HONG Ik-han, YUN Jip et OH Dal-je, les trois érudits patriotes qui ont refusé de se soumettre à l’ennemi pendant l’invasion de la Corée par la Chine, et pour préserver le souvenir de leur patriotisme. Plus tard, ce lieu a également servi à honorer la mémoire de KIM Sang-heon et JEONG On. Lorsque Namhansanseong était complètement encerclé par la Chine (dynastie Qing), et qu’il semblait n’y avoir aucun autre choix que celui de se soumettre à l’envahisseur, les trois érudits patriotes ont exigé que la Corée combatte
jusqu’au bout. Après que la Corée a capitulé, ils ont été entraînés de force en Chine. Pourtant, ils ont continué à refuser de se soumettre, et ils y ont été décapités. Plus tard, le sanctuaire Hyeonjeolsa a été bâti pour commémorer leur patriotisme et pour y observer un culte une fois par an. 

## En voiture
Porte du sud
- Jamsil → Intersection Bokjeong(signboard: Namhansanseong) → Yakjin-ro → Porte du sud → Rond-point Sanseong
- Suwon → Singal → Bundang → Moran → Intersection Taepyeong → Hôtel de ville → Appartements Sinheung Jugong → Porte du sud → Rond-point Sanseong

Porte de l’est
- Hôtel Sheraton Grande Walkerhill → Pont Cheonho → Gil-dong → Échangeur autoroutier Sangil-dong de l’Autoroute centrale → Carrefour à trois routes Hwangsan (Route nationale 43) → Eommi-ri(Eungogae)(signboard: Namhansanseong) → Gwangjiwon → Porte de l’est → Rond-point Sanseong
- Échangeur autoroutier Gyeongan de l’Autoroute centrale(Route nationale 43 de Séoul et de Hanam) → Gwangjiwon(signboard: Namhansanseong) → Porte de l’est → Rond-point Sanseong

## Transports en commun
Métro Ligne 8
- Sortir à la station "Sanseong" (Sortie 2), marcher deux minutes et prendre un bus (9 ou 52) à l’arrêt de bus puis descendre à l’arrêt "Rond-point Namhansanseong".